# Phil Spector
Phil Spector (n. Harvey Phillip Spector; n. 26 decembrie 1939, New York City, New York, SUA – d. 16 ianuarie 2021, Stockton, California, SUA) a fost un producător și textier american, care a fost condamnat pentru crimă în 2009.
Întemeietorul tehnicii de producție "Wall of Sound", Spector a fost un pionier în ceea ce privește trupele de fete ale anilor 1960 producând peste 25 de hituri ce au intrat în Top 40 între 1960 și 1965. Mai târziu a lucrat cu artiști cum ar fi Ike și Tina Turner, John Lennon, George Harrison și Ramones cu care a avut de asemenea succes. A produs albumul Let It Be al formației Beatles. De asemenea a produs și coloana sonoră a Concertului pentru Bangladesh, câștigător al Premiului Grammy, iar în 1989 a fost inclus în Rock and Roll Hall of Fame în categoria nonperformer.
Cântecul din 1965, "You've Lost That Lovin' Feelin", produs de Spector pentru The Righteous Brothers, a fost creditat de BMI ca fiind cel mai difuzat cântec la posturile de radio americane din secolul XX. 
În 2003 moartea actriței Lana Clarckson, care a fost împușcată în casa lui din Alhambra, California, a dus la acuzarea lui Spector pentru crimă de gradul doi. În 2009, la vârsta de 69 de ani, Spector a fost condamnat la o pedeapsă între 19 ani și închisoare pe viață.